# Braniewski
Braniewski là một huyện thuộc tỉnh Warmińsko-Mazurskie của Ba Lan. Huyện có diện tích 1202 km². Đến ngày 1 tháng 1 năm 2011, dân số của huyện là 42633 người và mật độ 35 người/km².